# Graafschap Leiningen-Heidesheim
Het graafschap Leiningen-Heidesheim was een tot de Boven-Rijnse Kreits behorend graafschap binnen het Heilige Roomse Rijk.

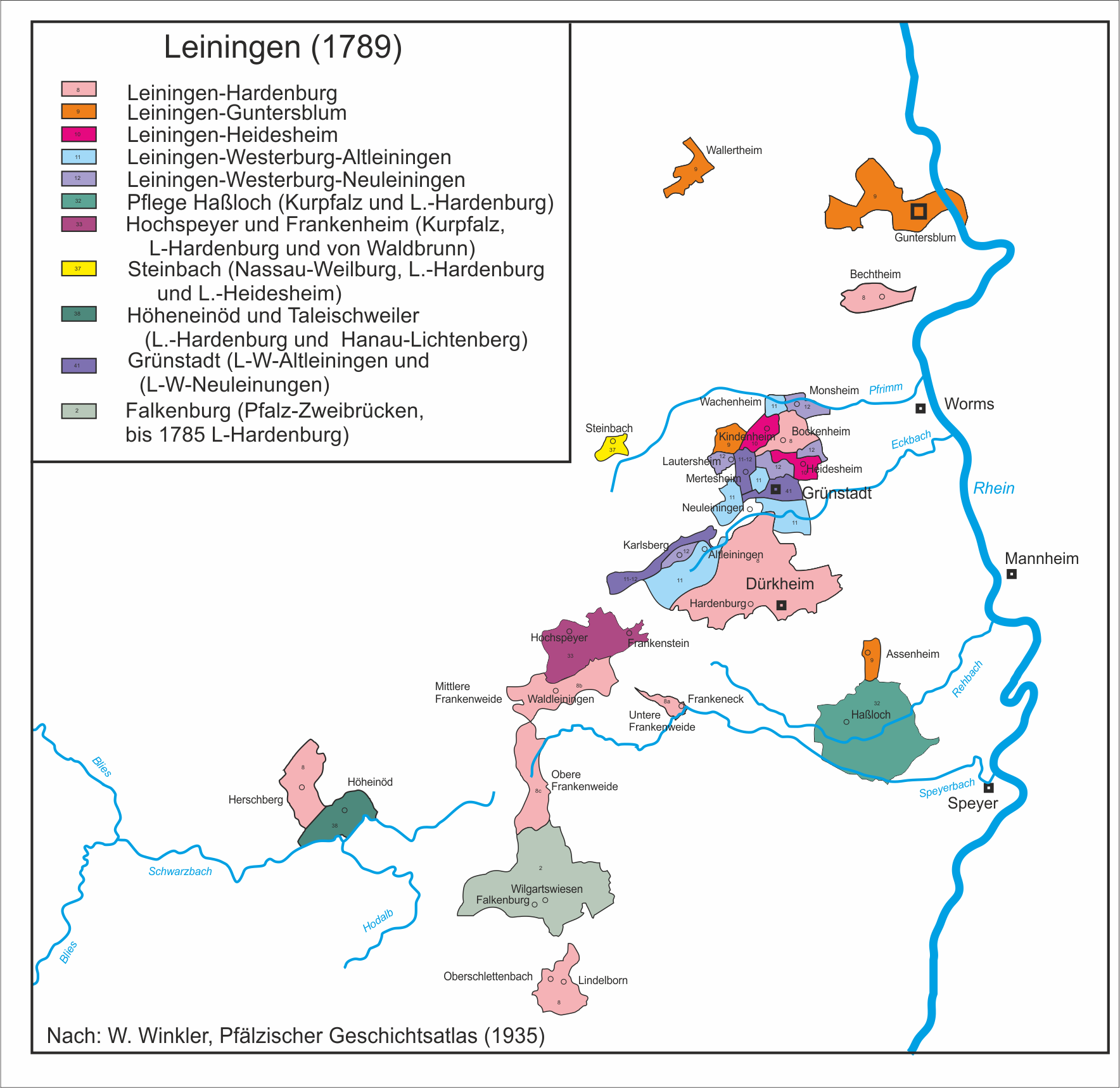
kaart van de graafschappen in 1789

In Heidesheim (Colgenstein-Heidenheim in Rijnland-Palts) lieten de graven Johan Lodewijk en Philip Georg van Leiningen-Dagsburg-Falkenburg tussen 1608 en 1612 een slot bouwen, dat in de Dertigjarige Oorlog werd versterkt.
De residentie wordt dan van Falkenburg naar Heidesheim verlegd. Leiningen-Heidesheim is dus een andere naam voor Leiningen-Falkenburg.
Als in 1774 de in 1560 gestichte tak Leiningen-Dagsburg-Falkenburg is uitgestorven, wordt dat graafschap door de keizer op 19 augustus 1774 als rijksleen teruggenomen. Het grootste deel van het graafschap wordt verenigd met het graafschap Leiningen-Dagsburg-Hardenburg.

## De onwettige tak Leiningen-Guntersblum
De broers Willem Karel en Wenzel Josef van Leiningen-Guntersblum waren nakomelingen van graaf Johan Lodewijk van Leiningen-Guntersblum uit een buitenechtelijke verbinding. Zij maakten aanspraak op de erfenis van hun voorvader en een proces bij de Rijkshofraad in Wenen leidde in 1782, 1783 en 1784 tot uitspraken die hun aanspraken erkenden. Dit leidde in 1787 tot een vergelijk met de vorst van Leiningen, waarbij ze in het bezit gesteld werden van 2 ambten van het voormalige graafschap Leiningen-Falkenburg, namelijk Guntersblum voor Willem Karel en Heidesheim voor Wenzel Josef. De rest van het voormalige graafschap bleef deel van het graafschap Leiningen-Dagsburg-Hardenburg.
In 1797 wordt het gebied deel van Frankrijk. In de Reichsdeputationshauptschluss van 25 februari 1803 wordt de graaf in artikel 20 schadeloos gesteld door de kellerij Neudenau van het voormalige keurvorstendom Mainz. Dit graafschap Leiningen-Neudenau is echter niet zelfstandig, want het valt onder de landshoogheid van het vorstdendom Leiningen.
In de Rijnbondakte van 12 juli 1806 wordt in artikel 24 het ambt Neidenau onder de soevereiniteit van het groothertogdom Baden gesteld: de mediatisering.

## Regenten
| regering  | naam         | geboren   | overleden | familie |
| --------- | ------------ | --------- | --------- | ------- |
| 1787-1797 | Wenzel Jozef | 27-9-1738 | 15-1-1825 |         |